# (2501) Lohja
(2501) Lohja es un asteroide perteneciente al cinturón de asteroides, descubierto el 14 de abril de 1942 por Liisi Oterma desde el Observatorio de Iso-Heikkilä, en Turku, Finlandia.

## Designación y nombre
Designado provisionalmente como 1942 GD. Fue nombrado Lohja en homenaje a Lohja, ciudad de Finlandia.